# Giv'at Chajim Ichud
Giv'at Chajim Ichud (hebrejsky גבעת חיים איחוד, doslova ,„Chajimův vrch“, v oficiálním přepisu do angličtiny Giv'at Hayyim Ihud, přepisováno též Giv'at Haim Ihud) je vesnice typu kibuc v Izraeli, v Centrálním distriktu, v Oblastní radě Emek Chefer.

## Geografie
Leží v nadmořské výšce 25 metrů v hustě osídlené a zemědělsky intenzivně využívané pobřežní nížině respektive Šaronské planině.
Obec se nachází 6 kilometrů od břehu Středozemního moře, cca 38 kilometrů severoseverovýchodně od centra Tel Avivu, cca 47 kilometrů jižně od centra Haify a 5 kilometrů jihovýchodně od města Chadera. Giv'at Chajim Ichud obývají Židé, přičemž osídlení v tomto regionu je etnicky převážně židovské. Vesnice vytváří společně s okolními obcemi Ge'ulej Tejman, Bejt Chazon, Eljašiv, Kfar ha-Ro'e, Chibat Cijon, Ejn ha-Choreš, Cherev le-Et, Giv'at Chajim Me'uchad a Chogla téměř souvislou aglomeraci zemědělských osad. Tento urbanistický celek je navíc na severu napojen na město Eljachin.
Giv'at Chajim Ichud je na dopravní síť napojen pomocí místní silnice číslo 581 a dalších místních komunikací v rámci zdejší aglomerace zemědělských vesnic. Na západě tuto aglomeraci míjí dálnice číslo 4.

## Dějiny
Giv'at Chajim Ichud byl založen v roce 1932. Respektive toho roku došlo k založení jeho předchůdce - kibucu Giv'at Chajim. Pojmenovaný byl podle sionistického aktivisty Chajima Arlozorova, který byl v době založení této vesnice zavražděn. Zakladateli byli mladí Židé ze střední a východní Evropy.
V listopadu 1945 byl kibuc Giv'at Chajim terčem britské razie. Šlo o součást širšího britského zátahu proti židovským silám a skladům zbraní, který postihl paralelně několik dalších vesnic a při kterém zemřelo devět Židů.
Nynější kibuc vznikl roku 1952 rozdělením vesnice Giv'at Chajim na dvě části Giv'at Chajim Ichud (nově zbudována na sever od stávajícího kibucu) a Giv'at Chajim Me'uchad (původní kibuc) v důsledku ideologických rozporů mezi jeho obyvateli. Šlo o širší trend v tehdejší izraelské veřejnosti (podobně se rozdělil například kibuc Ejn Charod), ovlivněný rozdílným hodnocením politiky SSSR a míry potřebné socializace společnosti. K formální odluce vesnic došlo 23. května 1952. Do Giv'at Chajim Ichud se ze stávajícího kibucu přestěhovali lidé ideologicky orientovaní na středolevicovou politickou stranu Mapaj. Doplnili je i další osadníci, kteří se kvůli politickým neshodám vystěhovali z vesnic Kfar Szold, Jagur a Glil Jam.
Před rokem 1949 měl tehdy ještě jednotný kibuc Giv'at Chajim rozlohu katastrálního území 1282 dunamů (1,282 kilometru čtverečního). V současnosti dosahuje správní území vesnice cca 4300 dunamů (4,3 kilometru čtverečního). Místní ekonomika je založena na zemědělství (hlavně pěstování citrusů, avokáda, bavlny a chov drůbeže). Funguje tu rovněž průmysl. V obci je muzeum Beit Terezín, které připomíná a dokumentuje ghetto Terezín. Dále tu působí základní škola.
Kibuc prošel počátkem 21. století privatizací a zbavil se většiny prvků kolektivismu.

## Demografie
Podle údajů z roku 2014 tvořili naprostou většinu obyvatel v Giv'at Chajim Ichud Židé (včetně statistické kategorie "ostatní", která zahrnuje nearabské obyvatele židovského původu ale bez formální příslušnosti k židovskému náboženství).
Jde o menší sídlo vesnického typu s dlouhodobě rostoucí populací. K 31. prosinci 2014 zde žilo 1028 lidí. Během roku 2014 populace stoupla o 4,4 %.
| Rok            | 1961 | 1972 | 1983 | 1995 | 2001 | 2003 | 2004 | 2005 | 2006 | 2007 | 2008 | 2009 | 2010 | 2011 | 2012 | 2013 | 2014 |
| -------------- | ---- | ---- | ---- | ---- | ---- | ---- | ---- | ---- | ---- | ---- | ---- | ---- | ---- | ---- | ---- | ---- | ---- |
| Počet obyvatel | 682  | 662  | 800  | 883  | 796  | 796  | 805  | 816  | 803  | 806  | 816  | 786  | 804  | 879  | 947  | 985  | 1028 |